# ائتلاف فرانسه و ایران
ائتلاف فرانسه و ایران یک ائتلاف کوتاه‌مدت بین امپراتوری فرانسه به رهبری ناپلئون بناپارت و فتحعلی‌شاه قاجار از ایران بود که علیه روسیه و بریتانیا در سال‌های ۱۸۰۷ تا ۱۸۰۹ شکل گرفت. هدف این ائتلاف برای فرانسه، جلب حمایت نیروهای بیشتر علیه روسیه و با کمک ایران، ایجاد جبهه جدیدی در مرزهای جنوبی روسیه، یعنی منطقه قفقاز، بود. اما این اتحاد زمانی که فرانسه با روسیه متحد شد و تمرکز خود را بر مبارزات اروپایی گذاشت، از هم پاشید.

## پیشینه
به دلیل روابط دوستانه سنتی فرانسه با امپراتوری عثمانی که با ائتلاف فرانسه و عثمانی طولانی‌مدت رسمیت یافته بود، روابط فرانسه با ایران برای مدت‌ها در سطح پایینی قرار داشت. در عوض، یک ائتلاف بین هابسبورگ و ایران در قرن شانزدهم شکل گرفت و هنگامی که سفارتخانه‌های ایرانی در سال‌های ۱۵۹۹–۱۶۰۲ و ۱۶۰۹–۱۶۱۵ به اروپا سفر کردند، به‌طور مشخص از فرانسه دوری کردند.
با این حال، بعدها فرانسه روابط خود را با ایران توسعه داد و با سفر یک هیئت ایرانی به لویی چهاردهم، در سال‌های ۱۷۰۸ و ۱۷۱۵ قراردادهایی را امضا کرد. اما این روابط در سال ۱۷۲۲ با سقوط سلسله صفوی و حمله افغان‌ها به ایران قطع شد.
پس از انقلاب فرانسه، تلاش‌هایی برای از سرگیری ارتباط با ایران صورت گرفت، زیرا فرانسه با روسیه در تضاد بود و به دنبال متحدی علیه آن کشور می‌گشت. در سال ۱۷۹۶، دو دانشمند، ژان گیوم بروگیرس و گیوم آنتوان اولیویه، توسط دولت فرانسه به ایران فرستاده شدند، اما در دستیابی به توافق موفق نبودند.
با ظهور ناپلئون بناپارت، فرانسه سیاست توسعه‌طلبانه‌ای را در مدیترانه و خاور نزدیک در پیش گرفت. پس از پیمان کامپو فورمیو در سال ۱۷۹۷، فرانسه صاحب املاکی در مدیترانه مانند جزایر ایونی و همچنین پایگاه‌های سابق ونیز در سواحل آلبانی و یونان شد که از نظر جغرافیایی به خاورمیانه نزدیک بودند.
ناپلئون در سال ۱۷۹۸ به مصر حمله کرد و علیه امپراتوری‌های عثمانی و بریتانیا جنگید تا حضور فرانسه را در خاورمیانه تثبیت کند. او رؤیای نهایی پیوستن به تیپو سلطان، دشمن مسلمان بریتانیا در هند، را در سر می‌پروراند. ناپلئون به دولت فرانسه اطمینان داد که «به محض فتح مصر، با شاهزادگان هند روابط برقرار خواهد کرد و همراه با آنها به انگلیسی‌ها در مستعمراتشان حمله خواهد کرد.» بر اساس گزارشی از تالیران در ۱۳ فوریه ۱۷۹۸: «پس از اشغال و تقویت مصر، ما یک نیروی ۱۵۰۰۰ نفری از سوئز به هند خواهیم فرستاد تا به نیروهای تیپو صاحب بپیوندند و انگلیسی‌ها را بیرون کنند.»
ناپلئون در ابتدا در محاصره عکا در سال ۱۷۹۹ و در نبرد ابوقیر در سال ۱۸۰۱ توسط امپراتوری عثمانی و بریتانیا شکست خورد و تا سال ۱۸۰۲، فرانسوی‌ها به‌طور کامل در خاورمیانه شکست خوردند.